# Gordon (Ardecha)
Gourdon és un municipi francès situat al departament de l'Ardecha i a la regió d'Alvèrnia-Roine-Alps. L'any 2007 tenia 85 habitants.

## Demografia

### Població
El 2007 la població de fet de Gourdon era de 85 persones. Hi havia 37 famílies de les quals 15 eren unipersonals (15 homes vivint sols), 11 parelles sense fills i 11 parelles amb fills.
La població ha evolucionat segons el següent gràfic:
Habitants censats

### Habitatges
El 2007 hi havia 104 habitatges, 38 eren l'habitatge principal de la família, 65 eren segones residències i 1 estava desocupat. 93 eren cases i 11 eren apartaments. Dels 38 habitatges principals, 28 estaven ocupats pels seus propietaris i 10 estaven llogats i ocupats pels llogaters; 1 tenia una cambra, 4 en tenien dues, 10 en tenien tres, 12 en tenien quatre i 11 en tenien cinc o més. 28 habitatges disposaven pel capbaix d'una plaça de pàrquing. A 16 habitatges hi havia un automòbil i a 19 n'hi havia dos o més.

### Piràmide de població
La piràmide de població per edats i sexe el 2009 era:
| Homes | Edats   | Dones |
| ----- | ------- | ----- |
| 0     | 95 o +  | 0     |
| 0     | 90 a 94 | 0     |
| 0     | 85 a 89 | 4     |
| 0     | 80 a 84 | 0     |
| 4     | 75 a 79 | 0     |
| 4     | 70 a 74 | 4     |
| 4     | 65 a 69 | 0     |
| 8     | 60 a 64 | 4     |
| 0     | 55 a 59 | 0     |
| 0     | 50 a 54 | 0     |
| 8     | 45 a 49 | 0     |
| 0     | 40 a 44 | 4     |
| 8     | 35 a 39 | 0     |
| 0     | 30 a 34 | 4     |
| 0     | 25 a 29 | 0     |
| 4     | 20 a 24 | 4     |
| 0     | 15 a 19 | 4     |
| 8     | 10 a 14 | 0     |
| 4     | 5 a 9   | 0     |
| 0     | 0 a 4   | 0     |

## Economia
El 2007 la població en edat de treballar era de 54 persones, 34 eren actives i 20 eren inactives. Les 34 persones actives estaven ocupades(18 homes i 16 dones).. De les 20 persones inactives 6 estaven jubilades, 1 estava estudiant i 13 estaven classificades com a «altres inactius».
Activitats econòmiques
L'únic establiment que hi havia el 2007 era d'una empresa de construcció.
L'any 2000 a Gourdon hi havia 11 explotacions agrícoles que ocupaven un total de 546 hectàrees.

## Poblacions més properes
El següent diagrama mostra les poblacions més properes.